# Schloss Unternschreez

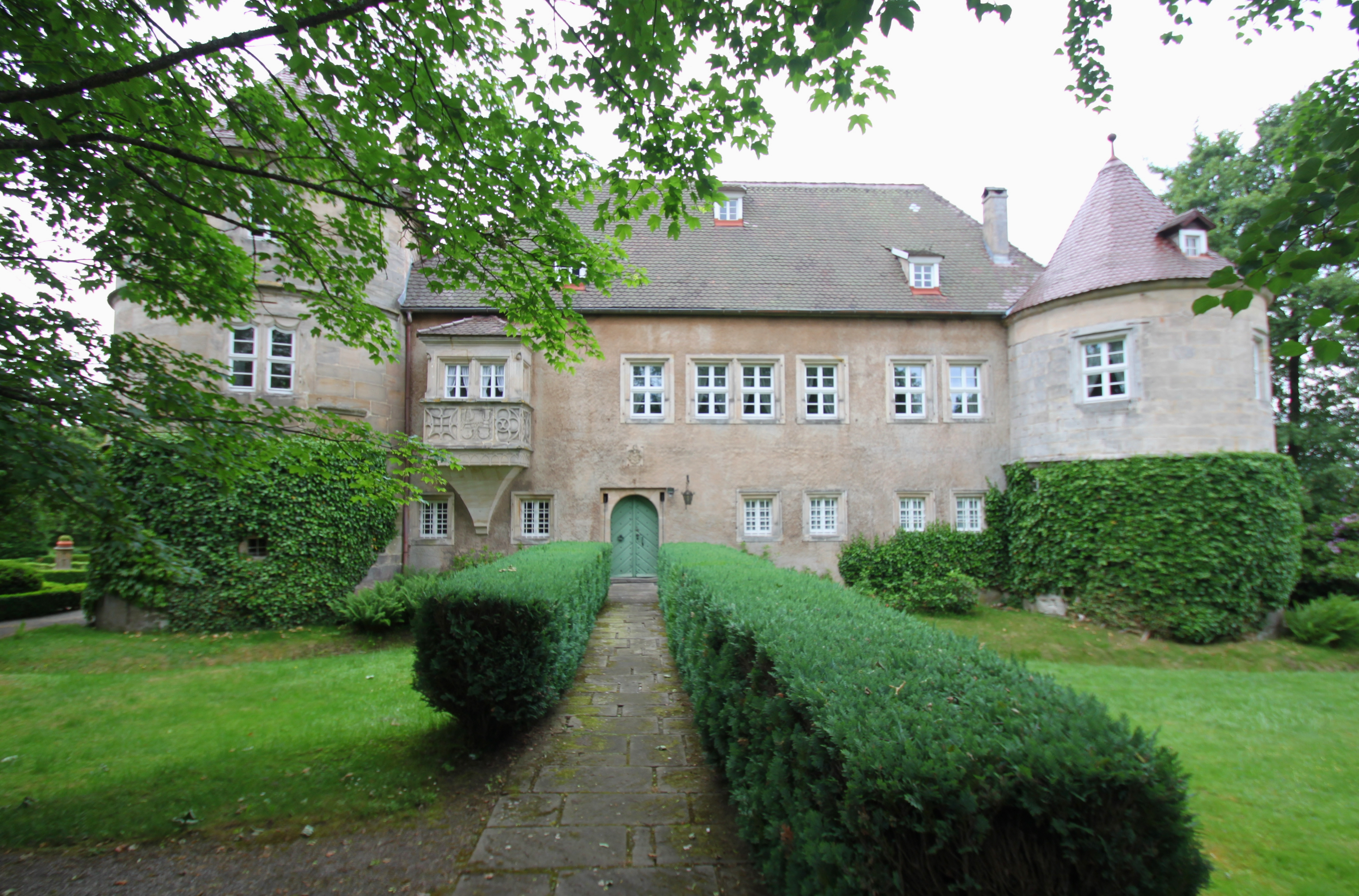
Schloss Unternschreez

Das Schloss Unternschreez ist ein denkmalgeschütztes Schloss, das im Gemeindeteil Unternschreez der Gemeinde Haag im Landkreis Bayreuth in Oberfranken in Bayern steht. Das Bauensemble ist unter der Denkmalnummer D-4-72-146-7 als Baudenkmal in die Bayerische Denkmalliste eingetragen.

## Beschreibung
Der U-förmige, nach Norden geöffnete Gebäudekomplex hat runde Ecktürme im Osten, die mit Kegeldächern bedeckt sind. Die zweigeschossigen Gebäudetrakte sind mit Walmdächern bedeckt. Der westliche Gebäudetrakt stammt aus dem 16. Jahrhundert. Der mit Maßwerk verzierte Erker am östlichen Gebäudetrakt wurde 1541 angebaut. Der südliche Gebäudetrakt wurde erst 1754 errichtet.